# Probolinggo
Probolinggo är en kuststad på östra Java i Indonesien. Den ligger i provinsen Jawa Timur och har cirka 240 000 invånare.